# Steeler (альбом)
Steeler — дебютный и единственный альбом одноимённой американской хеви-метал-группы, выпущенный 25 сентября 1983 года музыкальным лейблом Shrapnel Records.

## Об альбоме
«Steeler» был выпущен 25 сентября 1983 года.
Он был в значительной степени записан в студии Prairie Sun в Котати, штат Калифорния, примерно в пятидесяти милях к северу от Сан-Франциско.
Это единственный альбом группы, выпущенный до сборника Metal Generation: The Steeler Anthology в 2005 году.
Вскоре после выхода альбома группа распалась.
Гитарист Ингви Мальмстин присоединился к группе «Alcatrazz», бас-гитарист Рик Фокс сформировал рок-группу «Sin», барабанщик Марк Эдвардс подписал контракт с «Lion», в то время как Рон Кил сформировал сольный проект «Keel».

## Список композиций
Все титры взяты из оригинальной записи.
Слова и музыка всех песен — написаны Роном Килом и Марком Эдвардсом (&), кроме указанных иначе.
| №  | Название            | Автор(ы)     | Перевод              | Длительность |
| -- | ------------------- | ------------ | -------------------- | ------------ |
| 1. | «Cold Day in Hell»  | Кил          | Холодный День в Аду  | 4:17         |
| 2. | «Backseat Driver»   |              | Водительское Сиденье | 3:24         |
| 3. | «No Way Out»        | &, Мальмстин | Выхода Нет           | 5:18         |
| 4. | «Hot on Your Heels» | Кил          | По Твоим Следам      | 6:35         |

| №                   | Название                   | Автор(ы)             | Перевод             | Длительность |
| ------------------- | -------------------------- | -------------------- | ------------------- | ------------ |
| 5.                  | «Abduction» (Инструментал) | Кил, Мальмстин, Фокс | Похищение           | 1:10         |
| 6.                  | «On the Rox»               |                      | На Скалах           | 2:54         |
| 7.                  | «Down to the Wire»         |                      | Долой Провода       | 3:52         |
| 8.                  | «Born to Rock»             |                      | Рождённый Для Рока  | 3:06         |
| 9.                  | «Serenade»                 | Кил                  | Серенада            | 6:18         |
| Общая длительность: | Общая длительность:        | Общая длительность:  | Общая длительность: | 36:51        |

- «Hot on Your Heels», содержит три с половиной минуты соло, сыгранное Ингви Мальмстином.
- «Abduction» — инструментал, открывающий вторую сторону альбома. Также является вступлением к «On the Rox».

## Участники записи
Steeler
- Рон Кил — вокал
- Ингви Мальмстин — гитара
- Рик Фокс — бас-гитара
- Марк Эдвардс — ударные

Приглашённый музыкант
- Питер Маррино — бэк-вокал

Производство
- Steeler — аранжировки
- Майк Варни — продюсер
- Аллен Саддат — инженеринг, микширование
- Аллен Айзекс, Майк Ренник — помощники инженера
- Пол Стабблбайн — мастеринг в студии «The Automatt», Сан-Франциско, Калифорния
- Все Песни Опубликованы Varney Metal Music Co. 1983 (BMI)